# Popovača
Popovača is een gemeente in de Kroatische provincie Sisak-Moslavina.
Popovača telt 12.701 inwoners. De oppervlakte bedraagt 219,4 km², de bevolkingsdichtheid is 57,9 inwoners per km².
Steden (gradovi): Sisak · Glina · Hrvatska Kostajnica · Kutina · Novska · Petrinja

Gemeenten (općine): Donji Kukuruzari · Dvor · Gvozd · Hrvatska Dubica · Jasenovac · Lekenik · Lipovljani · Majur · Martinska Ves · Popovača · Sunja · Topusko · Velika Ludina